# Carlota Dudek
Carlota Dudek, anche conosciuta semplicemente con il nome d'arte Carlota o Señorita Carlota (Cadenet, 11 maggio 2002), è una danzatrice francese che ha rappresentato la Francia ai Giochi della XXXIII Olimpiade nella gara femminile di break dance.

## Biografia

### Infanzia e istruzione
Carlota Dudek è nata l'11 maggio 2002 a Cadenet, comune francese nella regione della Provenza-Alpi-Costa Azzurra, da padre polacco e madre cubana. Nel 2020, la Dudek stava studiando per conseguire una laurea tecnica in gestione aziendale.

### Carriera sportiva
La Dudek ha iniziato a praticare break dance nel 2008, all'età di 6 anni, dopo aver partecipato a una lezione di break dance alla sua scuola elementare. Per diversi anni Carlota ha continuato ad allenarsi nel garage di casa sua.
Nel 2015, a 13 anni, la Dudek è diventata la campionessa francese di break dance. Nel 2018 si è iscritta al gruppo di breaking Break2Mars. Ai III Giochi olimpici giovanili estivi di Buenos Aires, Carlota ha concluso la competizione femminile di break dance al quinto posto. Nel 2022 ha anche collaborato con l'Adidas per realizzare una linea d'abiti sportivi.
Carlota ha preso parte a diverse competizioni internazionali, tra cui gli Europei e i Mondiali di break dance. Nel 2021 partecipa agli Europei di Soči, in Russia, e ai Mondiali di Parigi, classificandosi rispettivamente tredicesima e decima. Nel 2022 si classifica ottava ai Mondiali di Seul, mentre conclude gli Europei di Manchester alla diciannovesima posizione. Nel 2023 Carlota partecipa agli Europei di Almería, finendo in diciassettesima posizione, ai III Giochi europei di Cracovia, concludendo in quinta posizione nella gara femminile di break dance, mentre ai Campionati mondiali tenutisi a Lovanio, in Belgio, finisce la sua gara classificandosi dodicesima.
Nel 2024, dopo i tornei di qualificazione olimpica di Shanghai e di Budapest, la Dudek ottiene un posto per rappresentare la Francia ai Giochi Olimpici di Parigi 2024, gareggiando nella competizione inaugurale di break dance, concludendo la gara al quattordicesimo posto.